# Лижие JS5
Лижие JS5 e болид от Формула 1 конструиран от дизайнера Жерар Дюкаруж, с който отбора на Лижие участва в сезон 1976. Той е пилотиран от Жак-Анри Лафит, който постига първата си пол-позиция в Голямата награда на Италия на Монца, както и три подиума в същото състезание, в Голямата награда на Белгия на Золдер и в Голямата награда на Австрия на Йостерайхринг. Лижие събира 20 точки и се класира на пета позиция в класирането при конструкторите. Болидът е запомнен с голямата въздушна кутия в първите три състезания от 1976, преди промяната на правилата от Голямата награда на Испания.
JS5 е заменен от JS7 за сезон 1977.

## Класиране във Формула 1
| Година | Отбор         | Двигател  | Гуми | Пилоти    | 1   | 2   | 3   | 4   | 5   | 6   | 7   | 8   | 9   | 10  | 11  | 12  | 13  | 14  | 15  | 16  | Точки | WCC |
| ------ | ------------- | --------- | ---- | --------- | --- | --- | --- | --- | --- | --- | --- | --- | --- | --- | --- | --- | --- | --- | --- | --- | ----- | --- |
| 1976   | Equipe Ligier | Матра V12 | Г    |           | BRA | RSA | USW | ESP | BEL | MON | SWE | FRA | GBR | GER | AUT | NED | ITA | CAN | USA | JPN | 20    | 5-и |
| 1976   | Equipe Ligier | Матра V12 | Г    | Жак Лафит | Ret | Ret | 4   | 12  | 3   | 12  | 4   | 14  | DSQ | Ret | 2   | Ret | 3   | Ret | Ret | 7   | 20    | 5-и |